# Portal de Cal Jennin
El Portal de Cal Jennin és una obra de la Llacuna (Anoia) inclosa a l'Inventari del Patrimoni Arquitectònic de Catalunya.

## Descripció
Aquesta portal, d'arc de mig punt irregular adovellat és interessant per la presencia d'una dovella, la central, que destaca de la resta per les seves dimensions més grans, la seva forma arrodonida a la part superior i per la presencia d'un treball en mig i baix relleu al seu bell mig. Dins d'una mena de marco orla de formes circulars hi ha en mig relleu una creu grega, sota l'any, i sota hi havia el nom, ara esborrat, de martí. Fora d'aquest tancat, a la part inferior, hi ha dos cors, una mena de flor i una altra figura que no es distingeix.

## Història
Finals segle xviii (1790).